# Бернар, Самюэль, граф де Кубер
Самюэль Бернар, граф де Кубер (фр. Samuel Bernard; 29 октября 1651, Сансер, департамент Шер, Франция — 18 января 1739, Париж) — французский банкир
, финансист, ставший символом протестантской банковской системы.

## Биография

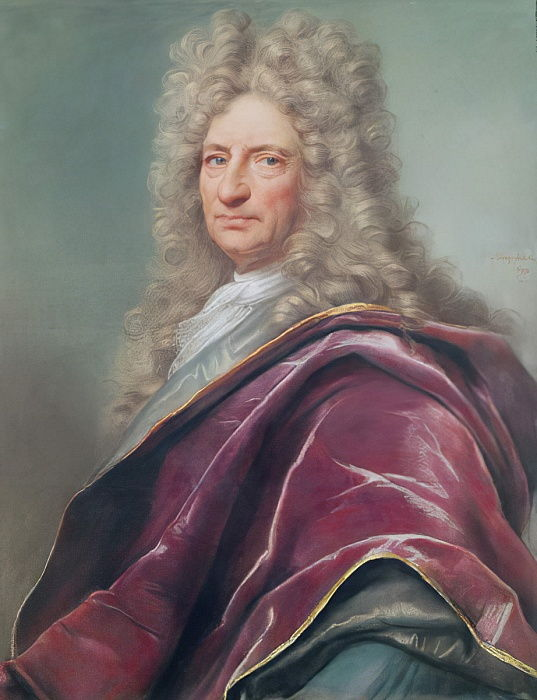
Портрет Самюэля Бернара, графа де Кубера

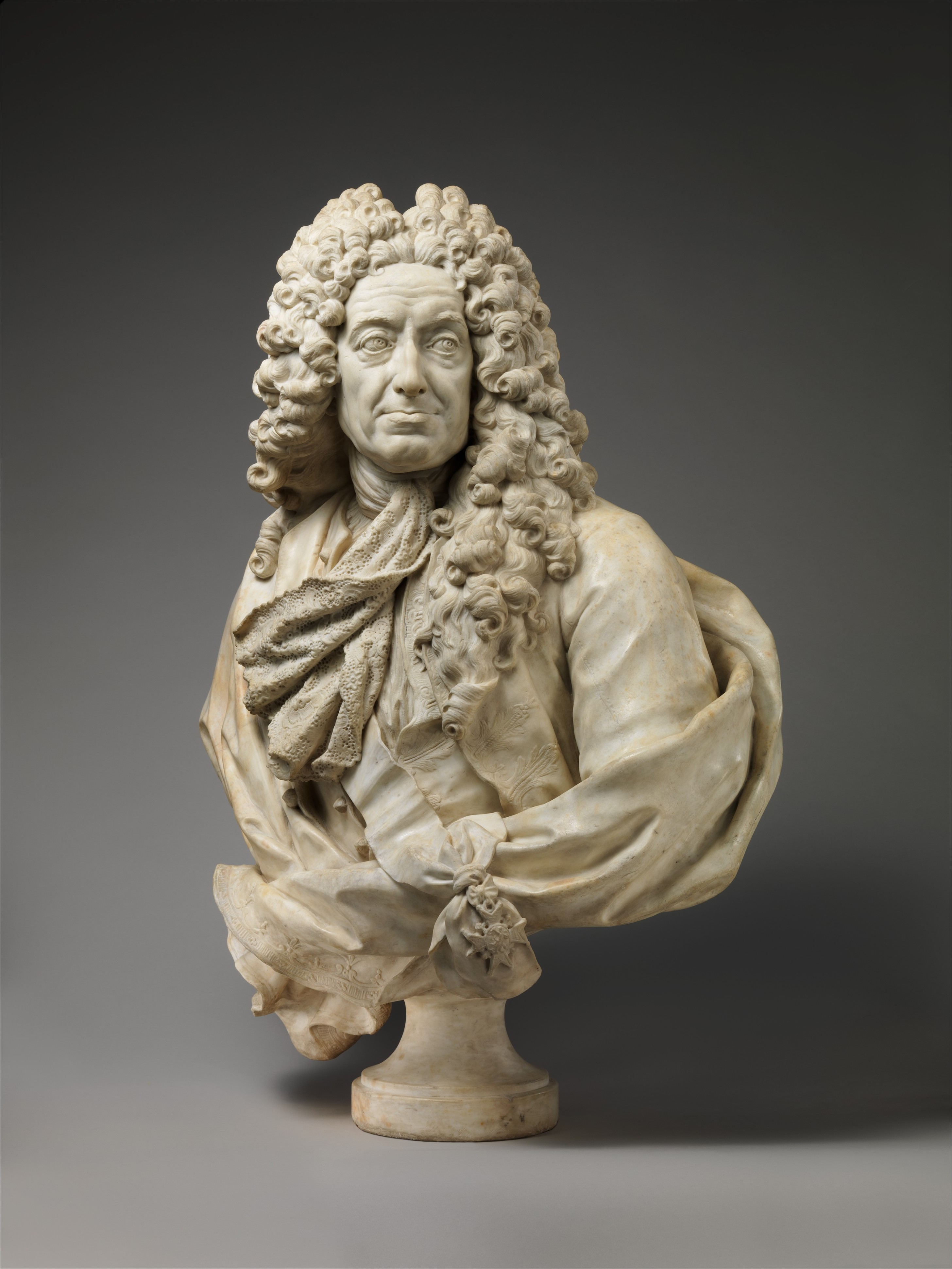
Бюст Самюэля Бернара, графа де Кубера

Голландского происхождения. Родился в протестантской семье художника и гравёра Самюэля Бернара (1615—1687).
Начинал с продажи золотой парчи и ювелирных изделий, позже занялся банковским делом, помощью беженцам-протестантам в других странах.
Известен тем, что создал компанию Французской Гвинеи (Compagnie française de Guinée). Сделал состояние в конце XVII века, благодаря сделкам с недвижимостью, доходам от пиратства и работорговли. К 1695 году Бернар считался величайшим банкиром Европы.
Финансово поддерживал французский королевский двор Людовика XIV и Людовика XV. Был акционером в торговле, связанной с испанским Асьенто. В 1676 году после Эдикта Фонтенбло отказался от протестантизма.
В 1697 году Бернар, по просьбе Людовика XIV, одолжил Франции 11 миллионов франков и ещё 19 миллионов в 1708 году для продолжения Войны за испанское наследство. За эти услуги в 1699 году Людовик XIV даровал ему дворянский титул с условием, что Бернар будет и дальше заниматься торговлей, чтобы государство всегда могло одолжить у него необходимые средства.
Умер от артериита. Похоронен в церкви Сент-Эсташ в Париже. В 1787 году его останки перенесены в Катакомбы Парижа.